# José Manuel Bar Cendón
José Manuel Bar Cendón (Vigo, 13 d'agost de 1955) és un polític gallec establert a les Illes Balears, diputat al Congrés dels Diputats en la IX Legislatura.
És llicenciat en Filosofia i Ciències de l'Educació, psicologia i ha treballat com a professor associat de la Universitat de les Illes Balears (1997-2004) de Didàctica General. També ha estat professor d'Ensenyament Secundari especialista en Ciències Socials, Geografia i Història i Psicologia-Pedagogia i Inspector d'Educació. Militant del PSIB-PSOE des de començaments dels anys vuitanta, ha estat Director Insular de l'Administració General de l'Estat 2004-2008 i diputat per les Illes Balears a les eleccions generals espanyoles de 2008.
El 2 de setembre de 2011 fou un dels dos únics diputats socialistes que votà en contra de la reforma de la Constitució proposada pel PSOE i el PP. El grup parlamentari socialista, però, informà que havia estat un error.